# Yonban Sādo
Yonban Sādo (4番サード) est un manga shōnen de sport écrit par Gosho Aoyama.
Prépublié à l'origine dans Weekly Shōnen Sunday par Shogakukan entre 1991 et 1993, les six chapitres ont ensuite été rassemblées en un seul volume. L'histoire raconte la phase finale de base-ball de l'école secondaire, au Koushien Stade Hanshin à Nishinomiya (Japon). Les personnages principaux du récit sont les joueurs japonais de baseball Shigeo Nagashima et Kazuhisa Inao.

## Synopsie
Shigeo Nagashima (长 嶋 茂雄) joue dans une équipe de baseball scolaire. Cependant Shigeo n'est pas un bon joueur. Un jour, il trouve une mystérieuse boutique où il achète une batte de baseball.
Il semble que la batte de baseball soit magique : en effet, il peut frapper chaque balle grâce à sa batte. Il y a cependant une condition : à chaque coup, Shigeo doit sacrifier de l'argent qui disparaît dans un bocal au magasin où il l'a acheté.